# Акинрадево, Фолуке
Фолуке Атинуке Акинрадево (-Гундерсон) (англ. Foluke Atinuke Akinradewo-Gunderson; 5 октября 1987, Лондон, провинция Онтарио, Канада) — американская волейболистка. Центральная блокирующая. Олимпийская чемпионка 2020, чемпионка мира 2014.

## Биография
Фолуке Акинрадево родилась в канадском городе Лондон (штат Онтарио) в семье выходцев из Нигерии Айолы и Комфорт Акинрадево. Имеет гражданство трёх государств — США, Канады и Нигерии. Волейболом начала заниматься в средней школе Святого Фомы Аквинского в городе Форт-Лодердейл (штат Флорида), куда переехала с семьёй в детском возрасте. В 2002—2005 выступала за школьные команды по волейболу, баскетболу и лёгкой атлетике в различных юниорских соревнованиях. Ещё обучаясь в школе, в 2004—2005 играла за молодёжную сборную США в континентальном первенстве и чемпионате мира, а в 2005 была включена в главную национальную команду страны для участия розыгрыше Панамериканского Кубка.
В 2005—2008 годах Акинрадево выступала за команду Стэнфордского университета. В её составе трижды становилась серебряным призёром чемпионата Национальной ассоциации студенческого спорта (англ. National Collegiate Athletic Association, сокр. NCAA).
После окончания университета Акинрадево в 2010 заключила контракт с японской «Тойота АБ Куинсейз», а в 2011—2012 провела один сезон в России, выступая за краснодарское «Динамо» Затем последовали три сезона в Азербайджане, где спортсменка играла в сильнейшей команде стране — бакинской «Рабите», с которой выигрывала «серебро» клубного чемпионата мира и Лиги чемпионов ЕКВ. В 2015—2017 Акинрадево выступала за швейцарский «Волеро», а в 2017 вернулась в Японию, где с тех пор является игроком команды «Хисамицу Спрингс».
В 2007 году после двухлетнего перерыва 19-летняя Акинрадево вновь была включена  в национальную сборную США, приняв участие в Панамериканских играх, где стала обладателем бронзовой медали. С этого времени практически неизменно выступает за главную команду страны, выиграв в её составе 9 высших титулов на официальных соревнованиях континентального и мирового уровня, в числе которых «золото» Олимпиады-2020, чемпионата мира 2014, Гран-при (трижды), Лиги наций (дважды) чемпионата NORCECA (дважды).

### Клубная карьера
- 2005—2008 —  Стэнфордский университет;
- 2010—2011 —  «Тойота Ауто Боди Куинсейз» (Кария);
- 2011—2012 —  «Динамо» (Краснодар);
- 2012—2015 —  «Рабита» (Баку);
- 2015—2017 —  «Волеро» (Цюрих);
- 2017—2019, 2020—2022 —  «Хисамицу Спрингс» (Кобе/Тосу).

## Достижения

### Со сборными США
- Олимпийская чемпионка 2020;
  - серебряный (2012) и бронзовый (2016) призёр Олимпийских игр.
- чемпионка мира 2014.
- серебряный (2011) и бронзовый (2015) призёр розыгрышей Кубка мира.
- бронзовый призёр розыгрыша Всемирного Кубка чемпионов 2017.
- 3-кратный победитель Мирового Гран-при — 2010, 2011, 2015;
  - серебряный призёр Гран-при 2016.
- двукратный победитель Лиги наций — 2018, 2021.
- двукратная чемпионка NORCECA — 2011, 2015;
- бронзовый призёр Панамериканских игр 2007.
- двукратный бронзовый призёр розыгрышей Панамериканского Кубка — 2010, 2011;
- чемпионка NORCECA среди молодёжных команд 2004.

### С клубами
- 3-кратный серебряный призёр чемпионатов NCAA — 2006, 2007, 2008.
- бронзовый призёр розыгрыша Кубка России 2011.
- 3-кратная чемпионка Азербайджана — 2013, 2014, 2015.
- двукратная чемпионка Швейцарии — 2016, 2017.
- двукратный победитель розыгрышей Кубка Швейцарии — 2016, 2017.
- обладатель Суперкубка Швейцарии 2016.
- двукратная чемпионка Японии — 2018, 2019;
  - бронзовый призёр чемпионата Японии 2022.
- двукратный победитель розыгрышей Кубка императрицы Японии — 2018, 2021.

- серебряный призёр Лиги чемпионов ЕКВ 2013;
- серебряный (2012) и бронзовый (2017) призёр чемпионатов мира среди клубных команд.
- бронзовый призёр клубного чемпионата Азии 2019.

### Индивидуальные
- 2006: лучшая блокирующая чемпионата NCAA.
- 2007: лучшая блокирующая чемпионата NCAA.
- 2010: MVP и лучшая блокирующая Мирового Гран-при.
- 2011: лучшая нападающая чемпионата Японии.
- 2013: лучшая нападающая чемпионата Азербайджана.
- 2016: лучшая центральная блокирующая (одна из двух) Олимпийских игр.
- 2016: лучшая центральная блокирующая (одна из двух) клубного чемпионата мира.
- 2018: лучшая нападающая чемпионата Японии.
- 2019: MVP и лучшая центральная блокирующая (одна из двух) чемпионата Японии.

## Личная жизнь
В 2018 Акинрадево заключила брак с Джонатаном Гундерсоном. 2 декабря 2019 у семейной пары родился сын Олукайоде.